# Бонк, Герд
Герд Бонк (нем. Gerd Bonk; 26 августа 1951, Лимбах, Саксония, ГДР — 20 октября 2014, Грайц, Тюрингия, Германия) — восточногерманский тяжелоатлет, двукратный призёр летних Олимпийских игр в в Мюнхене (1972) и в Монреале (1976), многократный призёр чемпионатов мира.

## Спортивная карьера
Начал свою карьеру в легкоатлетическом клубе в BSG Motor Nema Netzschkau, в 1967 г. установил юниорский рекорд ГДР в толкании ядра (17,82 м). Занимаясь одновременно тяжёлой атлетикой, стал показывать в ней больший прогресс и в 1969 г. сосредоточился на этом виде спорта, тренируясь под руководством Клауса Кролла в спортивном клубе Карл-Маркс-Штадта. В 1971 г. впервые победил на национальном чемпионате в супертяжёлом весе.
Завоевав бронзовую медаль на летних Олимпийских играх в Мюнхене (1972) спортсмен принёс тяжёлой атлетике ГДР вторую олимпийскую медаль в истории, развив успех двухдневной давности своего одноклубника Штефана Грюцнера. В 1975 году в своей специальной дисциплине, толчке, первым из восточногерманских тяжелоатлетов установил мировой рекорд. В 1976 г. установил ещё одно мировое достижение, на этот раз в рывке. В том же году на летних Олимпийских играх в Монреале завоевал серебряную медаль.
В 1980 г. у спортсмена была диагностирована тяжёлая диабетическая болезнь. Тем не менее он был номинирован на предстоящих Олимпийских играх в Москве, поскольку имел высокие результаты и завоевал золотую медаль на чемпионате Европы в Варне (1979). Однако из-за положительного результата внутреннего допинг-теста, тяжелоатлет был исключён из состава команды незадолго до начала олимпийских соревнований. После этого он завершил свою спортивную карьеру как 15-кратный чемпион ГДР в различных дисциплинах тяжёлой атлетики. 
Завершив выступления, работал в своем родном городе Лимбах мастером в автомобильной промышленности. В 1989 г., в возрасте 37 лет, был переведён на инвалидность. В последние годы он был прикован к инвалидной коляске.
После вступления в силу в августе 2002 г. федерального закона о помощи жертвам допинга Бонк был признан пострадавшим и получил единовременную компенсацию в размере 10 438 евро. Как показали исследования, например, в 1979 г. спортсмен принял в общей сложности 12 775 миллиграммов стероидов, из которых 11 550 миллиграммов составлял Орал Туринабол. В 2002 г. он был удостоен премии Георга фон Опеля в номинации «Особенные борцы». Свою ситуацию сам тяжелоатлет охарактеризовал словами: «Принесён в жертву ГДР, забыт в объединённой Германии».